# International Classification of Sleep Disorders
Die International Classification of Sleep Disorders (ICSD) ist ein Klassifikationssystem für Schlafstörungen und Normvarianten, die im Zusammenhang mit Schlaf auftreten. Es wird in Form eines diagnostischen Manuals von der American Academy of Sleep Medicine (AASM) herausgegeben und liegt gegenwärtig in der dritten Auflage (ICSD-3, 2014) vor. Das ICSD-3 bildet den Standard für die Diagnostik von Schlafstörungen in Schlaflaboren, schlafmedizinischen Abteilungen und Forschungseinrichtungen weltweit. Die Diagnosen sind weitestgehend mit anderen medizinischen und psychiatrischen Klassifikationssystemen wie dem ICD-10 und dem DSM-IV-TR kompatibel.

## Versionen
- ICSD (1991)
- ICSD-R (1997)
- ICSD-2 (2005)
- ICSD-3 (2014)[1][2]

## Aufbau
Das ICSD-3 umfasst sechs Hauptgruppen:
- 1. Insomnien
- 2. Schlafbezogene Atmungsstörungen
- 3. Hypersomnien zentralnervösen Ursprungs
- 4. Zirkadianer Rhythmus – Schlafstörungen (Zirkadiane Schlaf-Wach-Rhythmusstörungen)[3]
- 5. Parasomnien
- 6. Schlafbezogene Bewegungsstörungen

zwei Sammelkategorien:
- 7. Isolierte Symptome, offensichtliche Normvarianten und ungelöste Probleme
- 8. Andere Schlafstörungen

sowie zwei Appendizes:
- Appendix A: Schlafstörungen, die assoziiert mit andernorts klassifizierbaren organischen Erkrankungen auftreten
- Appendix B: Psychiatrische und verhaltensbedingte Störungen, die in der schlafmedizinischen Differentialdiagnostik häufig vorkommen

## Vorläufer der ICSD
Der Vorläufer der Klassifikationssysteme für Schlafstörungen in dieser Reihe erschien 1979 unter dem Titel „Diagnostic Classification of Sleep and Arousal Disorders“. Die Einteilung der Schlafstörungen in dieser Veröffentlichung erfolgte in vier Abschnitte. Es wurde nach Störungen bei der Einleitung und der Aufrechterhaltung des Schlafes (Insomnien), Störungen mit übermäßiger Schläfrigkeit, gestörtem Schlaf-Wach-Rhythmus und Parasomnien unterschieden. Beratend wirkten auch William C. Dement, einer der Entwickler des Multiplen Schlaflatenztests, und Allan Rechtschaffen, dessen Name in der Schlafmedizin schon durch die Bezeichnung der Einteilung des Schlafes in „Schlafstadien nach Rechtschaffen und Kales“ ein Begriff wurde, mit.